# Лойеро, Агацио
Агацио Лойеро (итал. Agazio Loiero; род. 14 января 1940, Санто-Северина, провинция Кротоне, Калабрия) — итальянский журналист и политик, министр по связям с парламентом (1999—2000), министр по делам регионов (2000—2001), губернатор Калабрии (2005—2010).

## Биография
Получил высшее образование в филологии и философии, сотрудничал в газетах il Messaggero, Gazzetta del Sud и L’Unità.
С 1987 по 1994 год входил во фракцию Христианско-демократической партии Палаты депутатов 10-го и 11-го созывов.
В 1996 году избран в Сенат 13-го созыва, состоял во фракции Христианско-демократического центра, 1998 году фракция была переименована в Демократический центр за Республику, в 1999 году — в Союз демократов за Европу.
С 22 декабря 1999 года по 25 апреля 2000 года являлся министром без портфеля по связям с парламентом во втором правительстве Д’Алема, затем до 11 июня 2001 года — министр по делам регионов во втором правительстве Амато.
В 2001—2006 годах — член фракции партии «Маргаритка» Палаты депутатов 14-го созыва.
В 2005 году победил на региональных выборах в Калабрии. Возглавляемая им местная коалиция «Союз» получила в первом туре 59 % голосов избирателей, что обеспечило ей 30 мест из 50 в региональном собрании, а самому Агацио Лойеро — должность губернатора.
В 2006 году исключён из «Маргаритки», поскольку пошёл на парламентские выборы по спискам объединения защиты потребителей Codacons, в 2007 году включён в национальный комитет Демократической партии, публично поддержал кандидатуру Рози Бинди на пост национального секретаря. Победил на праймериз 2010 года в Калабрии и возглавил избирательную кампанию ДП на региональных выборах, но проиграл правоцентристской коалиции во главе с Джузеппе Скопеллити. 2 февраля 2011 года объявил о переходе в партию «Автономии и права». В том же году, оказавшись после региональных и провинциальных выборов единственным членом регионального совета от своей новой партии, вступил в партию «Движение за автономии», где стал сначала новым национальным координатором, затем вместе с Джованни Писторио занял одну из двух должностей федерального секретаря. В 2013 году оставил Движение за автономии, поскольку лидер партии Рафаэле Ломбардо стал смещаться правее в политическом спектре, и вернулся в «Автономии и права».

## Юридическое преследование
2 октября 2013 года кассационный суд оправдал Агацио Лойеро и Джузеппе Кьяраваллоти по обвинениям в злоупотреблениях при распоряжении региональным бюджетом Калабрии, которые в 2006 году расследовал Луиджи Де Маджистрис в рамках так называемого «процесса Why Not» (processo Why Not), получившего в прессе это прозвище в связи с названием замешанной компании.

## Личная жизнь
Лойеро женат на Марии Бландини, у супругов есть две дочери — Валентина (родилась 8 июня 1969 года, журналистка телекомпании Tg5) и Франческа. Любимый писатель Агацио Лойеро — Вирджиния Вульф.